# Кегенский район
Кегенский район — административная единица на юго-востоке Алматинской области Казахстана. Административный центр — село Кеген (с 2018 г.). Восстановлен 2 апреля 2018 года.

## История
Кегенский район Казакской АССР был образован 17 декабря 1930 года из Каркаринского района и части территории Энбекши-Казахского района бывшего Алма-Атинского округа.
20 февраля 1932 года Кегенский район был отнесён к Алма-Атинской области.
К 1 мая 1933 года Кегенский район включал Берлик-Сюмбинский, Будетинский, Джаланашский, Есек-Артканский, Кайнарский, Карабулакский, Карачиганакский, Кегенский, Кенбулакский, Кокбельский, Кокпакский, Комурчинский, Меркенский, Мурапский, Нарынкольский, Отырыкши-Сюмбинский, Пияздыкский, Подгорненский, Сарджасский, Тау-Чиликский, Текесский, Тогыз-Булакский, Узун-Булакский, Укурчинский и Чалкудинский сельсоветы.
В 1934 году были образованы поссоветы совхоза № 336, совхоза № 337, конезавода № 50 им. Сталина. Упразднён Карачиганакский с/с.
В 1935 году из Кегенского района в новый Уйгурский район были переданы Берлик-Сюмбинский, Будетинский, Пияздыкский, Подгорненский и Тогыз-Булакский с/с.
В 1936 году из Кегенского района в новый Нарынкольский район были переданы Есек-Артканский, Кайнарский, Кокбельский, Кокпакский, Комурчинский, Мурапский, Нарынкольский, Отырыкши-Сюмбинский, Сарджасский, Текесский, Укурчинский и Чалкудинский с/с.
В 1943 году центр Кегенского района был перенесён из Кегена в Жаланаш.
В 1954 году были упразднены Кенбулакский и Меркенский с/с.
В 1957 году поссоветы совхозов № 50, № 336 и № 337 были переименованы в Каркаралинский, Чирганакский и Тасбулакский соответственно.
В 1959 году Тасбулакский с/с переименован в Алгабасский с/с.
2 января 1963 года к Кегенскому району были присоединены Джамбулский, Кокпакский, Кзылшегаринский, Ленинский, Нарынколский, Саржасский, Текесский и Чалкудинский с/с упразднённого Нарынкольского района. В том же году центр Кегенского района был возвращён в Кеген.
В 1965 году в Кегенском районе образован пгт Туюк. С/с Джамбулский, Кокпакский, Кзылшегаринский, Ленинский, Нарынкольский, Саржасский, Текесский и Шалкудинский были переданы в восстановленный Нарынкольский район.
В 1973 году был упразднён Таучиликский с/с и образован Тасашинский с/с.
В 1979 году образован Сатинский с/с.
В 1981 году образованы Жылысайский и Болексазкий с/с.
23 мая 1997 года Кегенский район был упразднён, а его территория передана в Райымбекский район.
2 апреля 2018 г. Кегенский район восстановлен путём выделения из состава Райымбекского района.

## Сельские округа
34 населенных пункта района объединены в 12 сельских округов:
| Сельский округ / город       | Население (2009) | Населенные пункты                                                    |
| ---------------------------- | ---------------- | -------------------------------------------------------------------- |
| Кегенский сельский округ     | 9630             | Села Кеген, Темирлик, Тюменбай                                       |
| Алгабасский сельский округ   | 1640             | Села Алгабас, Жанаталап, Жинишке (Кегенский район)                   |
| Болексазский сельский округ  | 1377             | Село Болексаз                                                        |
| Жалагашский сельский округ   | 5470             | Села Жалагаш, Жайдакбулак, Тогызбулак                                |
| Жылысайский сельский округ   | 2176             | Села Жылысай, Мойнак (Кегенский район), Шыбышы                       |
| Карабулакский сельский округ | 3188             | Села Акай Нусупбеков, Карабулак                                      |
| Каркаринский сельский округ  | 2361             | Села Каркара (Каркаринский сельский округ), Страйк, Мынжылкы         |
| Сатинский сельский округ     | 1648             | Села Саты, Құрметты                                                  |
| Тасашинский сельский округ   | 1677             | Села Жанатасаши, Актасты, Сарыколь, Тасаши                           |
| Туюкский сельский округ      | 1296             | Село Туюк                                                            |
| Узунбулакский сельский округ | 3157             | Села Узунбулак, Аксай, Жалаулы                                       |
| Ширганакский сельский округ  | 3131             | Ширганак, Кенсу, Кокпияз, Каркара, Кызылжар, Талды (Кегенский район) |